# Galium ascendens
Galium ascendens là một loài thực vật có hoa trong họ Thiến thảo. Loài này được Willd. ex Spreng. mô tả khoa học đầu tiên năm 1824.